# 安妮·查普曼

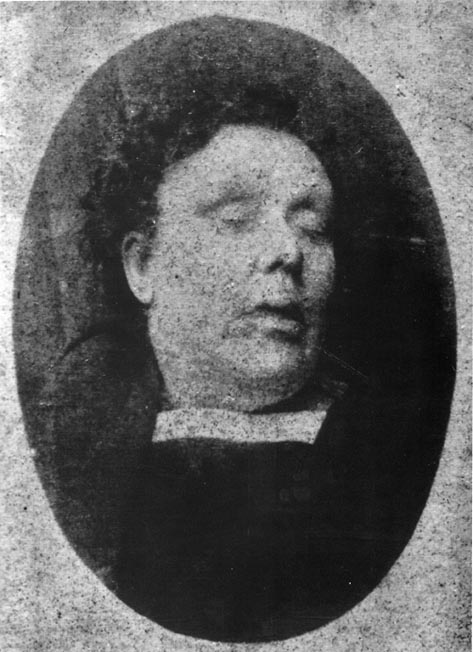

安妮·查普曼（Annie Chapman，1841年—1888年9月8日），是英國著名連續殺手开膛手杰克的第二名受害者，後者於1888年8月底到11月初在倫敦白教堂地區先後殺害並肢解五個女人。

## 生活與背景
安妮·查普曼係1841年生于帕丁顿，闺名艾丽莎·安。父亲名叫乔治，是一名保镖。母亲叫路德，两人于1842年结婚。
1869年5月1日，安妮与一名名叫约翰·查普曼的马车夫结婚，约翰是她的母系亲属。婚礼在骑士桥万圣教堂举行。夫妻两人育有两女一男，长女名叫艾米丽·路德，12岁时死于脑膜炎；次女名叫安妮·乔治亚；男孩名叫乔治·艾尔弗莱德，是一个跛子。
1881年的时候夫妻两人生活在温莎，当时约翰在为一家名叫“圣列奥纳多磨坊场小屋”的公司工作。
1882年，两人短暂分居了一段时间，安妮抛弃了整个家庭，回到了伦敦市。大约在1884年或1885年时，夫妻双方同意彻底分居，原因不明，警署的记录的说法是“因为安妮不道德生活及酗酒导致了感情破裂。”安妮住在温莎的时候经常因酗酒被捕。约翰以邮政汇票的方式，每周支付10先令的生活费给安妮，直到1886年圣诞节因肝硬化去世才终止。当时他住在温莎的小树林路。约翰的噩耗是安妮当时住在白教堂牛津街的内兄告诉她的。在与好友亚美利·亚帕墨诉苦时，安妮哭了。后来帕墨回忆道：“甚至两年后，每每提起她的孩子及丈夫的病死，安妮整个人就极端地失魂落魄。”
安妮在1886年与丈夫分居的日子里，与一名叫约翰·西维的制筛工同居，住在多塞街30号。安妮丈夫死后，没了经济来源，她才搬到了诺丁丘（Notting Hill）。

## 搬進多塞街
1888年5月至6月左右时，安妮搬到了多塞街（Dorset Street）35号一家叫克列星顿（Crossingtom）的出租公寓，当时大约有300人居住在里面。房东代理人是提摩西·多诺万。住在克列星顿这段时间，安妮与一名叫做史丹利·爱德华的砖匠交往。当安妮还住在温莎时，他俩已经认识了。史丹利是一位退役军人，领有退伍金，但安妮被杀后，他否定了他领有退伍金的说法。史丹利和安妮经常在周末相聚，一般在半夜1:00-3:00左右分手，史丹利经常为安妮和艾丽莎·库帕垫付房租，并且叮嘱多诺万，如果安妮和其他男人相好就把她赶出去。安妮是在她丈夫死后经济来源断绝后才沦落为街妓的，在这之前她靠做女工及贩卖鲜花为生。
1888年中旬至下旬这段时间，安妮曾向住在贸易路的弟弟借钱，弟弟名叫方顿·史密斯，当时借给她两先令。
1888年9月1日史丹利·爱德华从外面回来了，他是8月6日离开安妮的，他们俩在布瑞史菲尔德街相会。就在史丹利外出的这段期间，安妮曾和艾丽莎·库帕起过争执，并演变成斗殴，争执的起因众说不一，但始终是围绕着史丹利，因为她俩都相互争夺着史丹利的青睐。在布列塔尼亚酒吧时，库帕打青了安妮的眼睛及胸部。
有一种说法声称：安妮看见库帕乘哈利熟睡之际，用便士偷换其弗罗林，于是安妮把这件事情告诉哈利，库帕和安妮遂起争执，9月2日时，库帕在酒吧把安妮揍了一顿。
出租公寓的守夜人约翰·伊万斯声称，两人的争执是9月6日时，在出租公寓里开始的。起因不是因为哈利，而是因为安妮向库帕借了一块肥皂而没有归还。安妮用半便士砸向库帕的脸上，说：“你很幸运，这些足够赔偿你的肥皂钱了。”
多诺万则说，他在8月30日时看见安妮的眼睛青了一块，安妮对他开玩笑说道：“它很可爱，不是吗？”
史丹利是在9月2日到3日下午左右看见安妮眼睛淤青的，那是安妮正在向她的好友亚美利亚·帕墨展示其眼睛和胸部的淤青。
多诺万后来在审讯时说，在安妮被杀的前一周，她并不在公寓里，所以打斗大概是在8月底的几个星期里发生的。
9月3日星期一，亚美利亚·帕墨在多塞街与安妮相遇，：“谁打的你？”看到其右眼的淤青帕墨问道。安妮则一边回答她的问题一边展示胸部的瘀伤。安妮还抱怨说自己感觉很糟糕，正打算去向妹妹讨一双靴子，如果成功，就将其典当买啤酒喝。
9月4日星期二，帕墨再次与安妮在街上相遇，这次是在斯皮塔菲尔德教堂附近，安妮再次向其抱怨心情极其糟糕，并准备去收容所住几日，因为她已经一整天没钱吃东西了，帕墨给了她两便士当作茶水钱，并告诫她不要拿去买酒。
9月5日星期三至6日星期四这段时间里，没有记录证明安妮在哪儿，但在凶案发生后，多诺万在其房间里发现了一瓶药，以此估计她大概在收容所里呆过。

## 最後幾小時與死亡
9月7日星期五下午7点左右，帕墨与安妮在多塞街碰面，这次安妮没醉酒，帕墨问她是不是正往斯特拉特福尔德（Stratford）拉客（一般认为这是安妮卖淫活动地点），安妮回答说她身体很难受，不能去“工作”。帕墨离开她几分钟后，又返回原地看见安妮还站在原地，安妮说：“我不能放弃，必须振作，努力拉客，不然就没钱交房租了。”
晚上11点半，安妮回到了出租公寓，请求进入公用厨房。半夜12点10分，一名叫腓特烈·史蒂芬斯的房客和安妮一起喝了几杯啤酒。史蒂芬斯说，直到凌晨1时，安妮才离开了公寓。
半夜12时12分时，一名叫威廉·史蒂芬斯的房客（职业是印刷工），进入了公寓厨房并目击了安妮，安妮告诉他，自己刚才去拜访了住在沃克斯豪尔（Vauxhall）的妹妹，借到了5便士。史蒂芬斯注意到，安妮从一个破盒子里拿出几颗药丸，并用撕碎的信封纸片将其包住，然后离开了厨房，史蒂芬斯认为她当时应该是去睡觉了。
9月8日凌晨1时35分，安妮回到了公寓，那时她正在厨房吃着烤土豆。守夜人约翰·伊万斯被差遣来向她收取租金，安妮走到楼上告诉多诺万说:“我暂时还没钱付房租，但是请给我留着，我马上就去找钱。”多诺万训斥道：“你能搞到喝啤酒的钱，却交不出房租！？”安妮并没有沮丧，她离开了多诺万的办公室，在门口站了几分钟说道：“没事的，提姆，我马上就回来。”并且对伊万斯说：“我马上就能搞到钱，布鲁米（伊万斯的绰号），让提姆（Tim）给我留个床位。”安妮通常住在29号房间。伊万斯目击安妮从天父小巷（Little Paternoster）往斯皮塔菲尔德市场方向去了。
凌晨4时45分，约翰·理查森在去工作的路上时，进入了汉伯利街（Hanbury Street）29号，他坐在后院的门口撕去皮鞋上的皲裂，那时候天还很黑，在后来的审讯中他告诉警察当时并没发现什么异常。
清晨5点半，伊丽莎白·朗（Elizabeth Long）女士在去斯皮塔菲尔德上班的路上，经过汉伯利29号时，目击安妮正和一名男性谈话，男子背对着她，安妮则面对着街道，男子对安妮说道：“你愿意吗？”安妮回答道：“好的。”朗看到了隔壁黑鹰啤酒厂的大钟，所以能够提供准确的时间，后来她就前往市场上班了，也没有回头看。
在朗离开后没多久，一名叫艾尔伯特·卡多什（Albert Cadosch）的年轻木匠进入了汉伯利27号后院，大概是去上厕所，27号后院与29号后院仅仅隔着一道篱笆，大约5英尺高。他听见29号后院有女人的声音叫喊道：“不要！”，然后听见一个物体撞击篱笆的声音。
早晨6时，一名叫约翰·戴维斯的车夫发现了安妮的尸体，（他当时住在汉伯利街的3楼）并报了警。

## 验尸报告
6时半，警方法医乔治·巴格斯特·飞利浦在案发现场检查了安妮的尸体，记录报告如下：

“尸体的左臂横向搭在左胸上，双腿张开着，脚板着地，双膝突起。脸部朝右，已有尸肿现象。舌头突出，但没有伸出嘴唇外，舌头也有肿胀现象。门齿及臼齿都呈现出非常健康的状态。
腹部被严重切割，当时并没有出现尸僵现象，但很明显已经开始了。喉部被切割得很深，伤口是从左向右切割的。尸体头部的左侧篱笆上有血迹，应该是从喉部喷出来的。
喉部和腹部的伤口是同一刃物所致，应该是一种非常锋利而且很长的刀，大约6至8英寸，或者更长，但绝对不是刺刀或剑。应该是医生解剖尸体所用的刀，普通的外科医生是没有这种器具的。
还有一种可能是屠夫所使用的刀具所致，但绝对不是皮革匠所使用的刀。死者大约是两个小时前被杀害的，或者更早，但是早上温度很低，尸体可能会僵硬得更快，从而影响死亡时间判断。
死者死前没有明显打斗或挣扎的迹象，应该是自愿进入后院的。”

在验尸房的报告如下：

“尸体的舌头向前突出，右太阳穴有淤青。眼帘上部也有一处瘀伤，胸部有两处很明显的淤青，呈现出一个男人拇指的形状，右手掌关节处也有一块瘀伤。额头左部有一块老疤。尸体左半边已经出现明显的尸僵现象，特别是手指，呈现出半握拳状。无名指处有擦伤，呈现出戒指的形状。
死者的肺部，及脑膜感染了疾病，但不是致死之因。胃里有一些食物，但没有液体。没有迹象表明死者死前喝过酒。虽然尸体没有极度营养不良的现象，但是可以断定，死者生前吃得很差。根据种种迹象推断，死者是被人窒息死亡而后割喉的。
腹部被完全打了开，死者的肠子被从肠系膜上拽了出来，挂在尸体的肩膀上。盆腔中，死者的子宫，和膀胱被凶手切割并带走，而且切开都非常地整齐，应该是精通解剖学的人才能做到，即使是我也没法在那么短的时间内做到。”

## 葬礼
1888年9月14日星期五，安妮的尸体于伦敦市公墓下葬。